# Gocza Dżamarauli
Gocza Dżamarauli (gruz. გოჩა ჯამარაული; ur. 23 lipca 1971 w Rustawi) – gruziński piłkarz grający na pozycji pomocnika. Był jednym z najlepszych piłkarzy od czasu odzyskania niepodległości przez Gruzję. Czołowy zawodnik reprezentacji Gruzji, w barwach której rozegrał 62 spotkania i 6-krotnie wpisywał się na listę strzelców w latach 1994–2004.
Jego kariera rozpoczęła się w lidze radzieckiej – w barwach klubu Dinamo Tbilisi.
Od czasu utworzenia ligi gruzińskiej Dinamo Tbilisi wiodło zdecydowany prymat w rozgrywkach, a kluczową postacią zespołu był właśnie Dżamarauli.
W 1996 roku zdecydował się wyjechać do klubu zagranicznego, a jego wybór padł na zespół Ałanii Władykaukaz. Od następnego sezonu stał się piłkarzem tureckiego Trabzonsporu. Następnie podpisał kontrakt ze szwajcarskim klubem – FC Zürich, którego barw bronił w latach 1998–2002. W 2002 roku był wypożyczony do FC Luzern. W 2002 roku dołączył do ukraińskiego Metałurha Donieck z Premier Lihy, w którym spędził dwa i pół sezonu.
Ostatnim klubem zawodnika był cypryjski Anorthosis Famagusta.